# Shelburne (Nou Hampshire)
Shelburne és una població dels Estats Units a l'estat de Nou Hampshire. Segons el cens del 2000 tenia 379 habitants.

## Demografia
Segons el cens del 2000, Shelburne tenia 379 habitants, 156 habitatges, i 114 famílies. La densitat de població era de 3,1 habitants per km².
Dels 156 habitatges en un 31,4% hi vivien nens de menys de 18 anys, en un 67,9% hi vivien parelles casades, en un 2,6% dones solteres, i en un 26,9% no eren unitats familiars. En el 20,5% dels habitatges hi vivien persones soles el 6,4% de les quals corresponia a persones de 65 anys o més que vivien soles. El nombre mitjà de persones vivint en cada habitatge era de 2,43 i el nombre mitjà de persones que vivien en cada família era de 2,85.
Per edats la població es repartia de la següent manera: un 23,5% tenia menys de 18 anys, un 4,5% entre 18 i 24, un 21,4% entre 25 i 44, un 34,3% de 45 a 60 i un 16,4% 65 anys o més.
L'edat mediana era de 45 anys. Per cada 100 dones de 18 o més anys hi havia 107,1 homes.
La renda mediana per habitatge era de 44.375$ i la renda mediana per família de 59.375$. Els homes tenien una renda mediana de 36.000$ mentre que les dones 22.188$. La renda per capita de la població era de 24.899$. Entorn del 2,9% de les famílies i el 3,7% de la població estaven per davall del llindar de pobresa.